# コリマ・ドッグ
コリマ・ドッグ（英：Colima Dog）とは、古代メキシコのコリマ人が飼育していた食用犬種である。
発掘された陶器や資料によってその存在をうかがい知ることの出来る絶滅犬種である。

## 歴史
約100年ほど前までコリマ人によって飼育され、食用のために改良されてきた犬種である。今でいうフィードロットのような方法で食用にする犬を肥育し、若いうちに屠殺して調理をした。貴重な非常食で、作物が不作であったときのために備えてたくさん飼育され、緊急時に食べられていたことが判明している。
現在は絶滅してしまったが、その理由ははっきり分かっていない。ひとつはスペイン人による征服によって何らかの影響（食べつくされたor伝染病による激減）をうけたという仮説で、もうひとつは大旱魃などの大凶作によって食べつくされてそこを尽きたという仮説で、さらには他の犬種に発展したという仮説も唱えられているが、真相調査の真っ最中である。

## 特徴
発掘されたコリマ・ドッグの陶器のレプリカは時折メキシコのお土産屋で売られていることがある。
それによると、頭はアップルヘッドで立ち耳、マズルは丸く短い。首は長くかなりの短足で、背は山のように盛り上がっている。コートは無くヘアレスで垂れ尾。この犬種の仔犬の像も発見されていて、それは成犬とは違いやせているが、成犬よりもっと短足である。サイズは中 - 小型犬であると見られている。

## 参考
『デズモンド・モリスの犬種事典』（誠文堂新光社）デズモンド・モリス著書、福山英也、大木卓訳 誠文堂新光社、2007年